# Jastrzębianka (dopływ Białej)
Jastrzębianka (Kąśnianka) – potok, lewy dopływ Białej o długości 11,98 km i powierzchni zlewni 45,41 km².
Najwyżej położone źródła potoku znajdują się na wysokości około 420 m na północnych stokach wzniesienia Rosulec (Jastrzębia Góra) na Pogórzu Rożnowskim. W obrębie tego mezoregionu znajduje się cała zlewnia Jastrzębianki. Pod względem administracyjnym jest to obszar gminy Ciężkowice w powiecie tarnowskim, województwie małopolskim. Jastrzębianka spływa w kierunku południowo-wschodnim przez miejscowości Jastrzębia, Kąśna Górna i Kąśna Dolna, w której uchodzi do Białej. Następuje to na wysokości 244 m.
Jastrzębianka jest na znacznej długości uregulowana hydrotechnicznie. Największym dopływem jest potok Siekierczanka, zwany też Młynówką. Uchodzi do Jastrzębianki w miejscowości Kąśna Górna jako prawy dopływ.